# The Libertines
The Libertines är en brittisk musikgrupp bildad 1997 av Carl Barât och Pete Doherty.

## Historia
Gruppen gav ut albumen Up the Bracket och The Libertines. Producent till bandet var den tidigare gitarristen i The Clash, Mick Jones.
Bandets två frontfigurer Barât och Doherty skrev all text och musik. Pete Doherty tvingades lämna gruppen sedan hans drogmissbruk orsakat bandet diverse problem. The Libertines splittrades 2004.
Idag spelar Pete Doherty i gruppen Babyshambles. Han har även släppt en soloskiva i mars 2009 som heter Grace/Wastelands. Carl Barât och Gary Powell spelade tillsammans i gruppen Dirty Pretty Things som spiltrades i december 2008. John Hassall spelar i Yeti.
The Libertines har inspirerat en hel våg av nya indierock-band och i BBC:s dokumentär Seven Ages of Rock hyllas bandet som den mest inflytelserika och nyskapande musikgruppen under 2000-talet.
Carl och Pete har haft tre återföreningar på scen sen Libertines officiellt splittrades. Första gången var 12 april 2007, den andra gången var 17 september 2008 på puben Prince of Wales i Camden, London, och senast den 16 maj 2009 på Rhythm Factory i London. Då var också Gary Powell med och spelade trummor och Drew Mcconell från Peters nuvarande band Babyshambles spelade bas. I mars 2010 avslöjade bandet att de ska återförenas för att spela på Reading/Leeds Festival i England.
Under 2014 började ett samarbete med att spela in ett tredje album. Efter att Pete Doherty befunnit sig på en rehabiliteringsklinik i Thailand kom de resterande bandmedlemmarna dit och gruppen spelade under början av 2015 in albumet Anthems for Doomed Youth, som släpps den 11 september. The Libertines har även turnerat under sommaren 2015.

## Medlemmar
Nuvarande medlemmar
- Pete Doherty – sång, gitarr (1997–2003, 2003–2004, 2010, 2014–)
- Carl Barât – sång, gitarr (1997–2004, 2010, 2014–)
- John Hassall – basgitarr (1999–2000, 2001–2004, 2010, 2014–)
- Gary Powell – trummor (2001–2004, 2010, 2014–)

Tidigare medlemmar
- Johnny Borrell – basgitarr (1998–1999)
- Paul Dufour – trummor (2000)

## Diskografi

### Album
Studioalbum
- Legs 11 (2000) (demo)
- Up the Bracket (2002)
- The Libertines (2004) (UK #1)
- Anthems for Doomed Youth (2015)

Livealbum
- Live at O2 Academy Glasgow, 2015 (2016)

Samlingsalbum
- Time for Heroes – The Best of The Libertines (2007)

### Singlar och EP
EP
- Time for Heroes (2003) (UK #20)
- I Get Along (2003) (endast USA)
- Don't Look Back into the Sun / Death on the Stairs (2003) (endast Japan)
- What Became of the Likely Lads (2005)

Singlar
- "Up the Bracket" (2002) (UK #35)
- "What a Waster" (2002) (UK #37)
- "I Get Along" (2002)
- "Up The Bracket" (2002) (UK #29)
- "Don't Look Back into the Sun" (2003) (UK #11)
- "Can't Stand Me Now" (2004) (UK #2)
- "What Became of the Likely Lads" (2004) (UK #9)

Annat
Radio X-sång till Europamästerskapet i fotboll 2004:
- "Born In England" (2004) (Twisted X feat. The Wheatleys, The Libertines, Supergrass, Delays, Bernard Butler & James Nesbitt) (UK #9)

## Coverversioner på Libertines-låtar
- "Time For Heroes" av Graham Coxon
- "Time For Heroes" av The Rails
- "Don't Look Back Into The Sun" av The Rails
- "Don't Look Back Into The Sun" av The View
- "Tell The King" av Graham Coxon
- "What A Waster" (akustisk) av Adam Green